# 배교

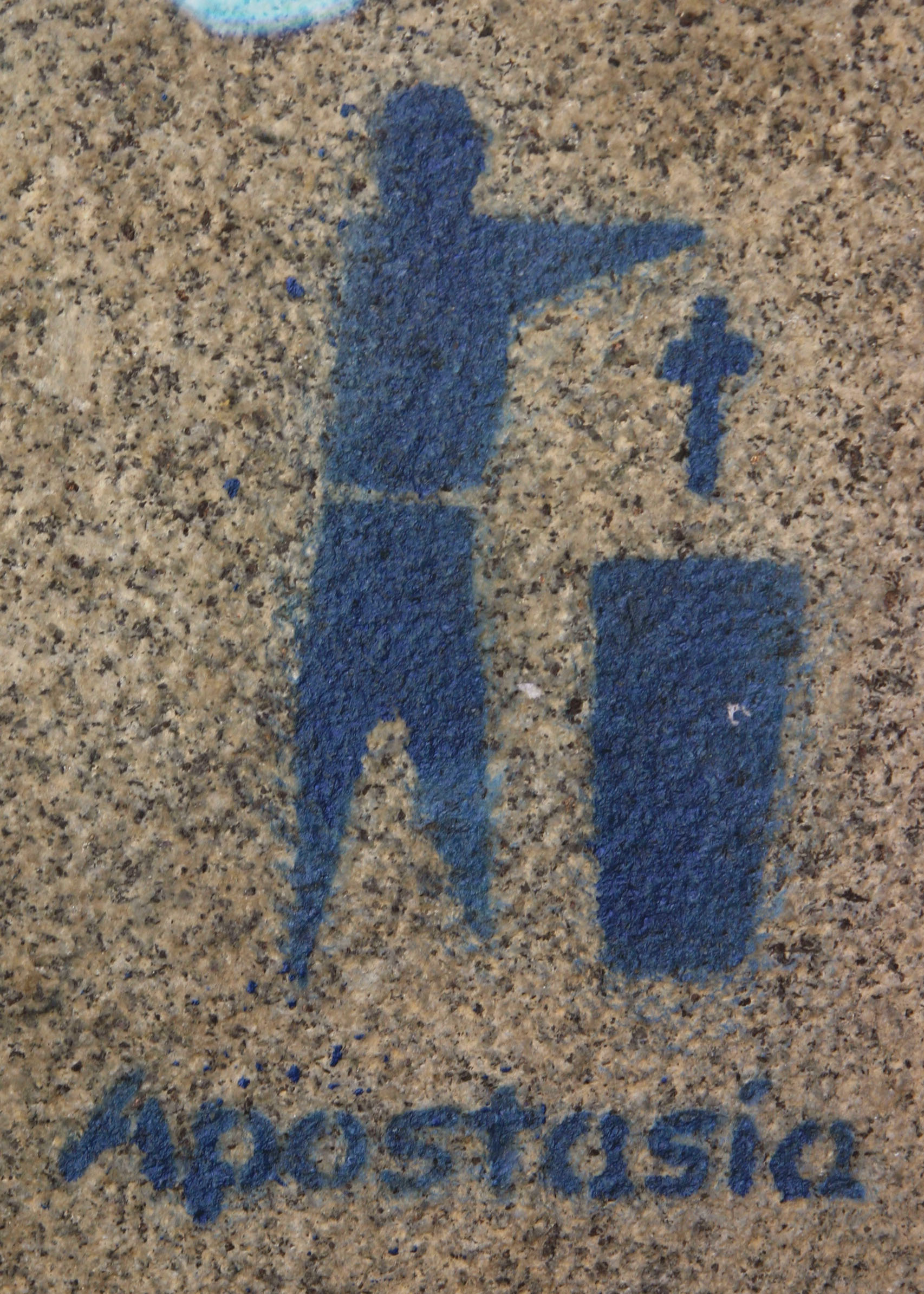
천주교회에서 이탈을 요구하는 스페인 집단 배교 캠페인 로고

배교(한자:背敎; 영어: apostasy; 그리스어: ἀποστασία "공격", "반격"; 라틴어: apostasia)는 어떤 종교로부터 탈퇴하여, 그 종교를 포기 또는 버리는 것이나 다른 종교로 바꾸거나 무종교인이 되는 것이다. 또한 이전의 신앙과 반대되는 어떤 견해를 수용하는 광범위한 맥락에서 정의 될 수 있다. 배교를 저지르는 사람을 배교자라고 한다. 배교라는 용어는 사회 학자들에 의하면 과거의 종교에 대한 포기와 비판이지만, 또는 기술적인 의미에서 사용되고, 경멸적 말로 하지 않는다.
이 용어는 때로는 비종교적 신념이나 비종교적인 원인 (예 : 정당, 두뇌 신뢰 또는 스포츠 팀)의 포기를 나타내기 위해 은유적으로 사용된다.
배교는 일반적으로 스스로가 정의를 하지 않는다. 배교자들은 그 말의 부정적인 표현 때문에 스스로를 배교자라고 부르지 않는다. 일부 국가나 종교 단체에서 배교자들에 대해서는 비난, 출교, 폭언, 물리적 폭력, 심지어 처형을 한다.  그러한 처벌에는 분개, 파문, 언어 폭력, 신체적 폭력 또는 심지어 처형이 포함될 수 있다. 배교자를 죽음으로 처벌하는 사례는 특정 강경 이슬람 국가에서 발견되는 샤리아 법 (Sharia Law)에서 볼 수 있다.

## 같이 보기
- 무신론
- 위치크래프트
- 신성모독
- 우상숭배
- 마법
- 이단
- 개종
- 종교의 자유
- 이교 (기독교)